# Port Praski

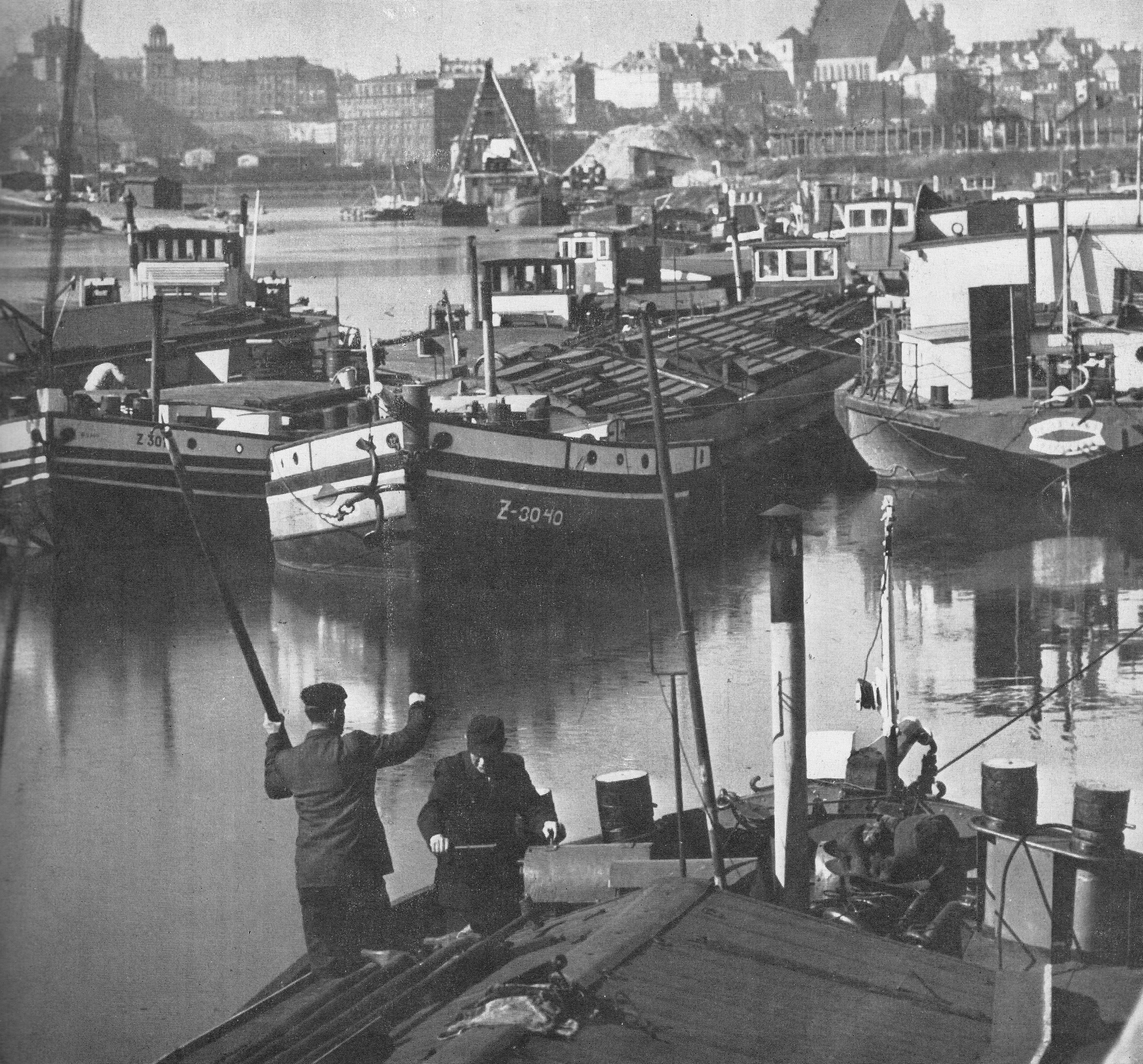
Port Praski w 1959

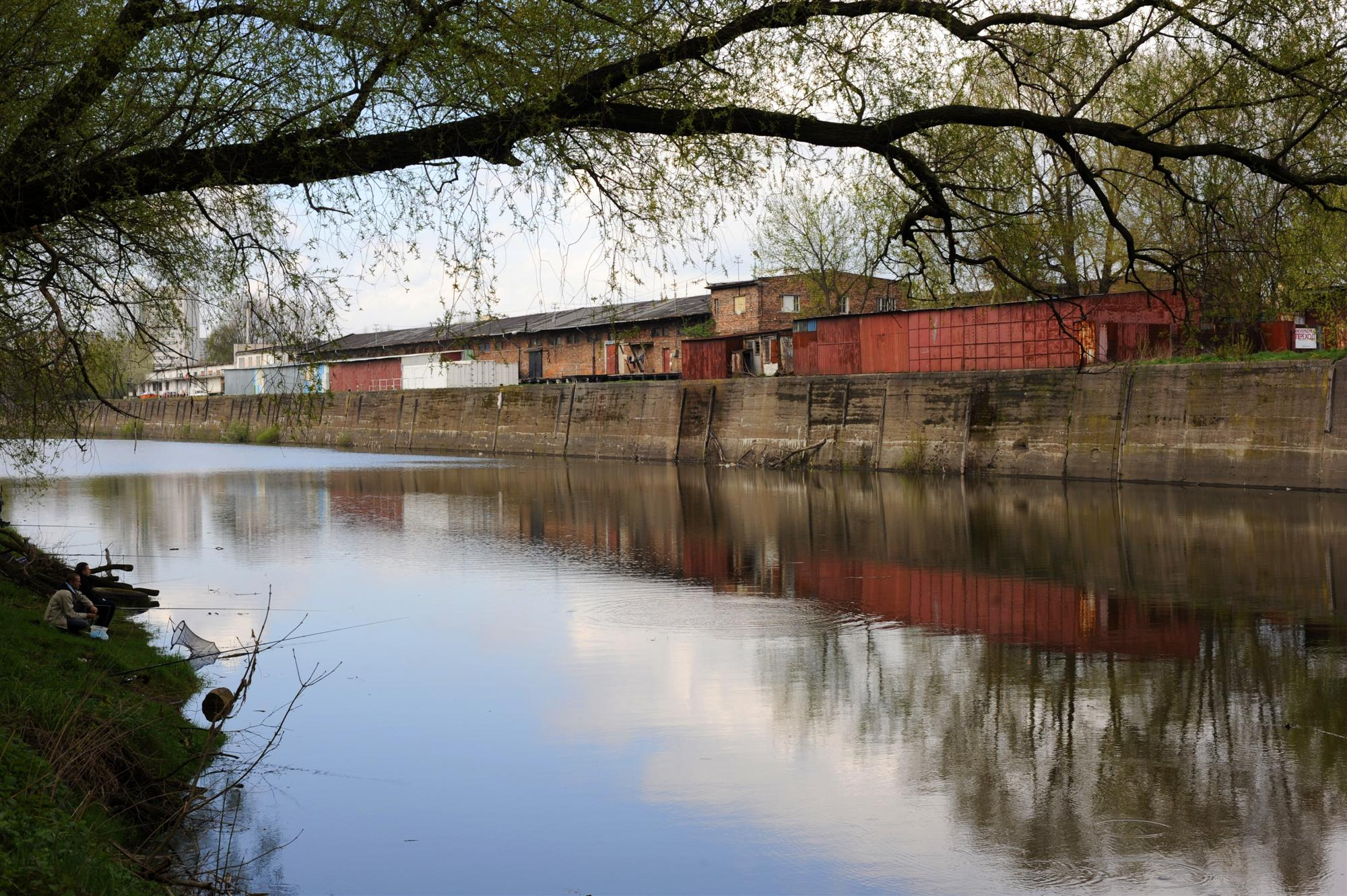
Środkowy basen portowy od strony ul. Sokolej (2008)

Port Praski – port znajdujący się nad Wisłą w Warszawie, w dzielnicy Praga-Północ, pomiędzy ulicami: Stefana Okrzei, Jagiellońską, Sokolą i Wybrzeżem Szczecińskim.

## Historia
Według przedwojennych planów port ten zwany wówczas Nowym Portem miał składać się z pięciu basenów portowych wypełniających cały teren. Ostatecznie, na terenach dawnego starorzecza Wisły, w okresie międzywojennym powstały tylko 3 baseny o częściowo murowanych nabrzeżach istniejących do dzisiaj. Port służył do przeładunku towarów i jako port zimowy. Później funkcję przeładunkową przejął Port Żerański.
Do 18 marca 2012 r. w Porcie Praskim cumował dworzec wodny. Dworzec powstał ok. 1885 r. Jeszcze w latach 70. XX wieku używany był jako pływająca przystań dla statków parowych. Po wycofaniu z eksploatacji cumował w Porcie Praskim – do 2008 r. na wysokości ulicy Sokolej, a później bliżej Pomnika Kościuszkowców.
W 2008 r. barka stała się własnością fundacji Ja Wisła, która bezskutecznie starała się zdobyć środki na jej remont. Planowano w niej założyć Muzeum Wisły. Na wniosek fundacji dworzec wodny został wpisany do rejestru zabytków województwa mazowieckiego. Obiekt spłonął w nocy z 17 na 18 marca 2012.
Po zbudowaniu mostu Świętokrzyskiego część terenu została przekazana firmie Elektrim w ramach rozliczenia kosztów budowy. Teren miał być wykorzystany pod zabudowę handlową i mieszkaniową. Realizacja inwestycji rozpoczęła się w 2011 roku od zabudowy części Starej Pragi.  
Obszar portu obejmuje obecnie około 38 ha pomiędzy nasypem kolejowym od strony ul. Sokolej i ulicami Jagiellońską, Zamoyskiego i Okrzei. W 2016 inwestor otrzymał od wojewody mazowieckiego zgodę na budowę śluzy przeciwpowodziowej, co ma przyspieszyć zagospodarowanie Portu Praskiego.

## Plany na przyszłość
Od kilku lat trwa sporządzanie miejscowego planu zagospodarowania przestrzennego dla tego obszaru, jednak wraz ze zmianami władz miasta zmieniały się koncepcje zabudowy tego terenu. 
W latach 90. urbanista Jan Rutkiewicz zaproponował utworzenie tu nowego centrum Pragi z wysoką zabudową biurowo-usługową (7-8-piętrowe budynki), zmieniającą zasadniczo wygląd tej części miasta i zajmującą obszar dwóch trzecich portu. W okresie rządów prezydenta Lecha Kaczyńskiego projektowano inne przeznaczenie terenu – niską zabudowę mieszkaniową, łagodnie komponującą się z wodą i zielenią. Ekipa Hanny Gronkiewicz-Waltz częściowo powróciła do koncepcji Rutkiewicza wzniesienia tu wysokich budynków (wyższych niż w koncepcji Rutkiewicza), pozostawiając jednak na dużej części terenu, na środkowym pirsie i po północnej stronie portu, funkcje mieszkalne. W parterach budynków mają znaleźć się lokale usługowe. 
Projekt planu przewiduje utworzenie na terenie portu trzech placów połączonych pieszymi kładkami. Wzdłuż nabrzeży mają powstać ogólnodostępne deptaki, miejsca do cumowania statków i jachtów. Na południowym pirsie, porośniętym lasem łęgowym i wchodzącym w skład Warszawskiego Obszaru Chronionego Krajobrazu, miałby powstać park. 
W części biurowo-usługowej – bliżej stacji PKP Warszawa Stadion i stacji metra Stadion Narodowy mają stanąć cztery wyższe budynki. Wysokość czterech budynków wpisanych w plan zagospodarowania przestrzennego w obszarze Portu jest różna. Najwyższy dopuszczony w projekcie planu budynek osiągnąć może 160 m wysokości, a trzy kolejne odpowiednio 140, 120 i 100 metrów.
Najnowsze koncepcje, zaprezentowane przez właściciela części terenu – spółkę Elektrim, przewidują m.in. wybudowanie drewnianego bulwaru i przystani dla motorówek. Inwestor otrzymał już decyzję środowiskową, trwają procedury związane z uzyskaniem pozwoleń na budowę. Planowane są tu cztery inwestycje:
- projekt Nowa Praga (niefortunna nazwa może mylić się z już istniejącą częścią dzielnicy – Nową Pragą) – zabudowania mieszkaniowe dla klasy średniej i galerie usługowo-handlowe, stanowiące przedłużenie starej części dzielnicy w rejonie ul. Krowiej. W 2012 spółka rozebrała dawną Fabrykę Ślusarską Zagórnego i Ogórkiewicza, wznosząc na jej miejscu budynek biurowo-mieszkalny,[6] którego częścią jest wiernie odtworzony budynek fabryczny. W 2016 roku powstały kolejne obiekty mieszkalno-usługowe: Sierakowskiego 5 (składający się z 4 odrębnych kamienic), Port i Latarnia przy ulicy Okrzei 2. W tym samym roku rozpoczęto budowę kolejnego kompleksu między ulicami Sierakowskiego i Wrzesińską.
- City – wieżowce wysokości 100–160 m, położone w sąsiedztwie Stadionu Narodowego, mieszczące biura, apartamenty, hotel, galerie handlowe i usługi.
- Doki – luksusowa dzielnica mieszkaniowa w dawnych basenach portowych nad wodą, z prywatnymi przystaniami do cumowania motorówek, w parterach miejsca dla lokali usługowych, luksusowych sklepów i restauracji, wzdłuż kanałów bulwary wyłożone drewnem, latem uruchamiane kursy tramwaju wodnego łączącego Doki z Podzamczem (rejon Starego Miasta).
- Park Mediów – inwestycja podobna do Centrum Nauki Kopernik, połączona z kompleksem sportowym.